# Leōnidas Mōrakīs
Leōnidas Mōrakīs (in greco Λεωνίδας Μωράκης?; ... – 1958) è stato un tiratore a segno greco.

## Carriera
Partecipò al tiro a segno delle prime Olimpiadi moderne che si svolsero ad Atene. Arrivò al quarto posto nella pistola libera.